# Zleovo
Zleovo (en macédonien Злеово) est un village du sud-est de la Macédoine du Nord, situé dans la municipalité de Radovich. Le village comptait 928 habitants en 2002.

## Démographie
Lors du recensement de 2002, le village comptait :
- Macédoniens : 924
- Serbes : 3
- Autres : 1